# Ignaz Umlauf
Ignaz Umlauf (Kirchberg am Wagram, 21 agosto 1746 – Meidling, 8 giugno 1796) è stato un compositore austriaco.
Fu maestro di cappella del nuovo Singspiel nazionale tedesco dell'imperatore Giuseppe II a partire dal 1778 fino alla sua morte. Suo figlio Michael Umlauf (1781-1842) fu anche un notevole compositore, e sua figlia Elisabeth, madre del compositore Gustav Hölzel, fu un contralto operistico.

## Opere
- Die Bergknappen Singspiel  in 1778, featuring Caterina Cavalieri.
- Die schöne Schusterin - notable for two extra arias "O welch' ein Leben," for tenor, (WoO 91/1) and "Soll ein Schuh nicht drücken" (WoO 91/2) composed by Beethoven for insertion into the Singspiel's revival in 1795.[1]